# Multistars 2024
Multistars 2024 – 37. edycja mityngu lekkoatletycznego w wielobojach, który odbył się 27 i 28 kwietnia w Brescii (Włochy). Zawody były zaliczane do cyklu World Athletics Combined Events Tour Gold w sezonie 2024.

## Wyniki
| WL – najlepszy wynik na listach światowych w sezonie \| NR – rekord kraju \| PB – rekord życiowy \| SB – najlepszy wynik w sezonie |

| Konkurencja:           | 1. miejsce        | Rezultat      | 2. miejsce      | Rezultat     | 3. miejsce   | Rezultat     |
| Dziesięciobój mężczyzn | Jente Hauttekeete | 8020 pkt. SB  | Risto Lillemets | 7971 pkt. SB | Téo Bastien  | 7963 pkt. SB |
| Siedmiobój kobiet      | Taliyah Brooks    | 6330 pkt. =PB | Kate O’Connor   | 6104 pkt. SB | Katelyn Adel | 6082 pkt. PB |